# Hans Günter Brauch
Hans Günter Brauch (* 1. Juni 1947 in Mosbach-Reichenbuch) ist ein deutscher Politikwissenschaftler.

## Akademischer Werdegang
Nach dem Abitur 1967 studierte Brauch mit Unterbrechungen Politikwissenschaften, Neuere Geschichte und Anglistik an der Ruprecht-Karls-Universität Heidelberg sowie in London (University College London und London School of Economics and Political Science). 1976 promovierte er in Heidelberg über "Struktureller Wandel und Rüstungspolitik der USA (1940-1950). Zur
Weltführungsrolle und ihren innenpolitischen Bedingungen". Zwischen 1989 und 1998 war er als Lehrstuhlvertretung an verschiedenen deutschen Universitäten tätig. 1998 folgte eine Habilitation über "Globaler Strukturbruch, Systemtransformation und kein nationaler Strukturwandel. Rüstungs- und Abrüstungspolitik in den amerikanisch-sowjetischen Beziehungen 1981-1992" an der Freien Universität Berlin, wo er anschließend Privatdozent wurde. 2012 wurde er emeritiert.

## Forschung
Neben der Lehrtätigkeit ist Brauch vor allem als Forscher in Erscheinung getreten. Er ist Autor und Herausgeber einer Vielzahl von wissenschaftlichen Büchern. Forschungsschwerpunkte Brauchs sind u. a. Deutsche Außenpolitik, Europäische Integration, internationale Umweltpolitik, Außen- und Sicherheitspolitik, Friedens- und Konfliktforschung.

## Publikationen

### Monographien (Auswahl)
- mit Rip Bulkeley, The Anti-Ballistic Missile Treaty and World Security, Mosbach 1988, ISBN 3-926-97900-3.
- mit Henk van de Graaf, John Grin, Wim Smit: Militärtechnikfolgenabschätzung und präventive Rüstungskontrolle, Institutionen, Verfahren und Instrumente, Münster 1997, ISBN 3-82583-353-4.
- Abrüstungsamt oder Ministerium? Ausländische Modelle der Abrüstungsplanung – Materialien und Reformvorschläge, Frankfurt am Main 1981, ISBN 3-88129-362-0.
- Entwicklungen und Ergebnisse der Friedensforschung (1969–1978). Eine Zwischenbilanz und konkrete Vorschläge für das zweite Jahrzehnt, Frankfurt am Main 1979, ISBN 3-88129-220-9.
- Struktureller Wandel und Rüstungspolitik der USA (1940–1950). Zur Weltführungsrolle und ihren innenpolitischen Bedingungen, Dissertation, Heidelberg 1976.

### Herausgeberschaft (Auswahl)
- mit anderen, Coping with global environmental change, disasters and security. Threats, challenges, vulnerabilities and risks, Berlin – Heidelberg 2011, ISBN 978-3-642-17775-0.
- mit anderen, Facing global environmental change. Environmental, human, energy, food, health and water security concepts, Berlin Heidelberg 2009, ISBN 978-3-540-68487-9.
- mit anderen, Globalization and environmental challenges. Reconceptualizing security in the 21st century, Berlin Heidelberg 2008, ISBN 978-3-540-75976-8.
- Security and environment in the Mediterranean: Conceptualising security and environmental conflicts, Berlin Heidelberg 2003, ISBN 3-540-40107-5.
- Energiepolitik – Technische Entwicklung, politische Strategien, Handlungskonzepte zu erneuerbaren Energien und zur rationellen Energienutzung, Berlin Heidelberg 1997, ISBN 978-3-642-63850-3.
- mit Michael Strübel Friedens- und sicherheitspolitische Alternativen. Konzepte, Kontroversen, Perspektiven, Gießen 1985, ISBN 3-922-27237-1.
- Kernwaffen und Rüstungskonstrolle. Ein interdisziplinäres Studienbuch, Westdeutscher Verlag, Opladen 1984, ISBN 3-531-11647-9.